# 福智山トンネル
福智山トンネル（ふくちやまトンネル）は、福岡県北九州市小倉南区と八幡東区・八幡西区に跨る九州自動車道のトンネル。福岡県内の道路用トンネルとしては最長である。トンネル名の由来は北九州市および直方市等を跨る福智山から。

## 概要
- 上り線（山口方面）長さ：3,590 m
- 下り線（福岡方面）長さ：3,597 m

※トンネル距離数はトンネル入口手前に設置された標識の記載によるもの。

## 歴史
- 1988年3月31日：九州自動車道・小倉東IC - 八幡IC開通と共に供用開始

## 追記事項
- 上下線共にトンネル内部は車線変更禁止に指定されている。
- すぐ隣の金剛山トンネルも含めると合計で5kmを超えるトンネルであるため、入口手前にトンネル信号機が設置されている。また、進路変更ができないことや長距離であること等から速度低下を招きやすく、結果として盆正月時は渋滞もしくは混雑する傾向にある。なお、金剛山トンネルも含めてトンネル及びその前後区間は最高速度が80km/hに規制されている。

## 小倉南IC - 八幡IC間のトンネル群
小倉南IC - 八幡ICの区間は長距離トンネルが連続する。走行の際は注意したい。
(3) 小倉南IC/BS - 福智山トンネル - 金剛山トンネル - (4) 八幡IC/BS